# Стоянов, Димитр
Димитр Иванов Стоянов (болг. Димитър Иванов Стоянов; 7 ноября 1928, Стражица — 7 декабря 1999, София) — болгарский государственный и политический деятель, участник партизанского движения 1940-х, функционер БКП. Министр внутренних дел НРБ в 1973—1988. Занимал этот пост дольше, чем кто-либо в истории Болгарии. Принадлежал к окружению Тодора Живкова.

## Партизан и секретарь
Родился в крестьянской семье. В 1943 вступил в Рабочий молодёжный союз и примкнул к партизанскому движению. Отец Димитра Стоянова был убит в ходе антипартизанской операции властей.
После прихода БКП к власти Димитр Стоянов занимал различные должности в аппарате болгарского комсомола, в 1958—1961 был секретарём ЦК ДМКС. Член БКП с 1953. В 1961—1971 — секретарь окружного комитета БКП в Велико-Тырново, в 1971—1973 — первый секретарь.

## Во главе МВД

### Министр от Живкова
7 апреля 1973 был назначен министром внутренних дел НРБ. Считается, что назначением Стоянова — происходившего из партийного аппарата и не имевшего ранее отношения к карательным органам — Тодор Живков обеспечивал свой контроль над милицией и Комитетом госбезопасности (КДС). Это было актуально в свете конфликтов, возникавших вокруг предшественников Стоянова — Дикова, Солакова, Цанева.
Постоянно демонстрировал полную лояльность Живкову.

Стоянов был не только всецело предан Тодору Живкову, но искренне его сильно уважал. Я видел однажды, как после замечания Живкова у него задрожали руки. То же я слышал от начальника Главного следственного управления генерала Коцалиева, который даже говорил, что Стоянов носил обувь без каблуков, дабы не быть выше Живкова.

Димитр Иванов, начальник 6-го отдела VI управления КДС

Оставался министром внутренних дел 15 лет — дольше, чем любой из его предшественников во всех болгарских правительствах. По должности получил звание генерал-полковника. С 1976 Димитр Стоянов — член ЦК БКП.

### Теракты и преследования
Период его министерства был отмечен жёстким подавлением диссидентства. На этот период пришлось убийство политэмигранта Георгия Маркова, покушение на невозвращенца Владимира Костова. Жёстко преследовались болгарские инакомыслящие и правозащитники.
30 августа 1984 произошли взрывы в Варне и Пловдиве. 9 марта 1985 в результате теракта на железнодорожной станции Буново погибли семь человек, девять получили ранения. Тогда же произошёл взрыв в одной из гостиниц Сливена, были ранены 23 человека. Эти акции были вменены в вину турецкому националистическому подполью и спровоцировали кампанию преследований турецкой общины, переросшую в политику принудительной болгаризации (т. н. «Возродительный процесс») и насильственного переселения. Силовая составляющая этих действий осуществлялась МВД.
Существует предположение, что террористическая атака 1984—1985 годов была инспирирована антиживсковскими элементами в госбезопасности и имела целью расшатывание режима. Утверждается, что казнённые исполнители терактов служили в КДС. Однако это версия документально не подтверждена. В любом случае, его персональная лояльность Т. Живкову не подвергается сомнениям.

### В преддверии перемен
8 ноября 1988 направил на имя Тодора Живкова докладную записку «Относительно создания Клуба поддержки гласности и перестройки в Болгарии», учреждённого пятью днями ранее. Министр с тревогой сообщал генеральному секретарю о «нездоровых позициях» основателей Клуба, об их стремлении в преобразованиям, «аналогичным перестройке в СССР без учёта специфических болгарских особенностей». Первым в перечне неблагонадёжных представителей интеллигенции он поставил имя Желю Желева, будущего президента Болгарии.
В декабре 1988 оставил министерскую должность, кооптирован в политбюро и назначен секретарём ЦК. Наряду с Милко Балевым являлся наиболее влиятельным, после Живкова, партийным руководителем.

## Отставка и расследование
10 ноября 1989 года пленум ЦК БКП на фоне протестных выступлений оппозиции отстранил Тодора Живкова с поста генерального секретаря. Д. Стоянов не был сторонником этого решения и даже пытался играть роль посредника между Живковым и лидером прогорбачёвской группы в ЦК Петром Младеновым, предлагая отложить данный вопрос до чрезвычайного съезда БКП. На пленуме ЦК БКП 15 ноября 1989 освобождён от обязанностей члена ЦК и члена политбюро. Год спустя исключён из БСП (партия-преемник БКП).
В болгарской политической жизни 1990-х годов практически не участвовал. В 1997 опубликовал работу «Угроза. Великодержавный национализм и турецкая разведка против Болгарии».
Симпатизирующие Д. Стоянову ветераны МВД утверждают, будто защита национально-государственных интересов Болгарии перед лицом турецкой подрывной активности являлась доминантой его деятельности.
В 1991 году Главная прокуратура Болгарии возбудила уголовное дело об антитурецком «Возродительном процессе». К ответственности были привлечены Тодор Живков, Димитр Стоянов, Пётр Младенов, Георгий Атанасов, Пенчо Кубадинский — они обвинялись в разжигании межнациональной вражды и ненависти в период 1984-1989 годов. В 1992 обвинение в отношение Стоянова было переквалифицировано на «злоупотребление служебным положением». В 1994 дело было возвращено Верховным судом на дальнейшее расследование (требовались показания многочисленных свидетелей, находившихся в Турции) и в 2003 окончательно прекращено в связи со смертью главных обвиняемых.